# Vrbolikovke
Vrbolikovke (pupoljkovke, pupaljice; lat., Onagraceae), biljna porodica iz reda mirtolike (Myrtales) kojoj pripada dvije potporodice sa 762 vrste.
Vrbolikovke su zeljaste biljke i grmovi iz umjerene i suptropske Amerike. U Hrvatskoj su prisutna tri autohtona roda mekčina (Ludwigia) s jednom vrstom, vrbolika (Epilobium) i bahornica (Circaea) i uvezena pupoljka (Oenothera) koja se uzgaja kao ukrasna biljka, najpoznatija je  (O. biennis).
Plod joj je najčešće tobolac, bobica ili orah.

## Opis
Porodica je uglavnom zeljastih biljaka koja ima 656 vrsta u 22 roda široko rasprostranjena u prirodi, iako se uglavnom nalazi u umjerenim zonama Amerike, posebno u zapadnim regijama. Najveći rod iz porodice, Epilobium ili vrbolika, ima približno 165 vrsta i rasprostranjen je u umjerenim zonama diljem svijeta. Fuchsia, s većinom drvenastim članovima, ima 105 vrsta i uglavnom je rasprostranjena diljem regije Anda u Južnoj Americi, s nekim vrstama na Novom Zelandu i jugoistočnom Brazilu. Porodica također uključuje nekoliko močvarnih biljaka i vodenih biljaka, poput roda Ludwigia.

## Rodovi i broj vrsta
1. Subfamilia Ludwigioideae W. L. Wagner & Hoch
  1. Ludwigia L. (87 spp.)
2. Subfamilia Onagroideae Beilschm.
  1. Tribus Hauyeae Raim.
    1. Hauya Moc. & Sessé ex DC. (1 spp.)

  2. Tribus Circaeeae Dumort.
    1. Circaea L. (11 spp.)
    2. Fuchsia L. (107 spp.)

  3. Tribus Lopezieae Spach
    1. Lopezia Cav. (25 spp.)
    2. Megacorax S. González & W. L. Wagner (1 sp.)

  4. Tribus Gongylocarpeae Donn. Sm. & Rose
    1. Gongylocarpus Schltdl. & Cham. (2 spp.)

  5. Tribus Epilobieae Endl.
    1. Chamaenerion Seguier (10 spp.)
    2. Epilobium L. (178 spp.)

  6. Tribus neopisan
    1. Xylonagra Donn. Sm. & Rose (1 sp.)

  7. Tribus Onagreae Dumort.
    1. Chylismia Nutt. ex Torr. & A. Gray (16 spp.)
    2. Oenothera L. (157 spp.)
    3. Eulobus Nutt. ex Torr. & A. Gray (4 spp.)
    4. Taraxia Nutt. ex Torr. & A. Gray (4 spp.)
    5. Clarkia Pursh (42 spp.)
    6. Gayophytum A. Juss. (9 spp.)
    7. Chylismiella (Munz) W. L. Wagner & Hoch (1 sp.)
    8. Eremothera (P. H. Raven) W. L. Wagner & Hoch (7 spp.)
    9. Camissonia Link (12 spp.)
    10. Neoholmgrenia W. L. Wagner & Hoch (2 spp.)
    11. Camissoniopsis W. L. Wagner & Hoch (14 spp.)
    12. Tetrapteron (Munz) W. L. Wagner & Hoch (2 spp.)